# علي عمر أرميص
علي عمر أرميص فنان عالمي،ليبي/بريطاني يعتمد الحرف العربي كأساس للوحاته الفنية. اتخذ من بريطانيا مقر اقامة له منذ أكثر من ثلاثة عقود.
يرسم على مختلف الاحجام حيث يصل حجم بعض اللوحات إلى 5 امتار، مستخدما لونا واحدا أو الالوان المتعددة بواسطة فرشات كبيرة على أوراق مصنوعة يدويا. متخذا الحرف العربي أساسا للوحة الفنية.
أسلوبه فريد في نوعه، حيث يجمع في لوحاته مقتطفات من الأدب العالمي، وخاصة الأدب العربي والإسلامي والشعر والنثر ويستخدمها كتعليقات على القيم الإنسانية مثل العدالة والسلام وحقوق الإنسان، وحمايه البيئة والمسؤوليات الاجتماعية والاخلاقيه. الجمع بين النص، الالوان، والأشكال، الإحساس بالفضاء والإيقاع مما يخلق مقطوعات وتركيبات بصرية وموسيقية جميلة.
ويعتبر أرميص من قبل العديد من المراقبين وخبراء الفن في جميع أنحاء العالم كفنان عالمي فريد من نوعه. وقد عرضت أعماله على نطاق واسع في العالم ويعتبر من أهم الفنانين التشكليين المسلمين المعاصرين في العالم.
يختار أعماله من كتب المختارات الأدبية العربية، مثل العقد الفريد وبهجة المجالس والاغاني الخ

## معارض
إن أعماله موجودة في مختلف المتاحف من الشرق الأقصى إلى أقصى الغرب بما فيها
- المتحف البريطاني (لندن)، * اشمولي (اكسفورد)
- متحف رلد (روتردام)
- معهد سميثونيان (واشنطن)
- المعرض الوطني الأردني (عمان)
- المعرض الوطني لماليزيا (كوالالمبور).

واعماله موجودة أيضا في المجموعات الخاصة مثل
- مجموعة الحكومة البريطانية (لندن)
- مجموعة أمير ويلز، * مجموعة سلطنة عمان
- مجموعة صاحب الشيخ حمدان بن راشد ال مكتوم (دبي)، * معرض التراث العربي -الخبر (المملكة العربية السعودية)
- وكذلك في المصارف الدولية وشركات النفط